# Бугарски воз
Бугарски воз (буг. индианска нишка) је политички термин који представља посебан начин злоупотребе права гласа, како би одређена политичка партија изменила изборне резултате у своју корист. Карактеристично за овај метод звани „бугарски воз” је да једна особа гласа на више бирачких места. На овај начин ствара се резултат који не одговара стварном расположењу у бирачком телу. Овај термин се обично користи међу балканским народима, а настао је инспирисан недемократским изборима у Бугарској почетком 21. века.

## Опис
Локомотива (организатор), користећи своје место у организацији избора, узима празан гласачки листић и заокружује редни број жељене партије. Тако попуњен листић се у тајности, по договору даје бирачу, који након тога одлази на бирачко место где узима празан гласачки листић, ставља га у џеп, и попуњени ставља у гласачку кутију. Након тога се исти празан листић прослеђује "локомотиви", која га размењује на исти начин са следећим бирачем. Поступак се наставља на исти начин даље, све док има бирача који су поткупљени да на овај начин дају свој глас.

## Контроверзе

### Бугарска
Метода је масовно коришћена у Бугарској током избора за Европски парламент у јуну и парламентарних избора у јулу 2009. године. Бирачи спремни да продају свој глас били су првенствено из ромске заједнице. Аналитичари процењују да се број људи који су на овај начин продали или приморали свој глас креће од 200.000 до 350.000 на сваким изборима. Сходно томе, назив методе је постао епоним за Бугарску.
Бугарска влада сматра да је коришћење овог израза увредљиво за њихову државу и у том контексту 2006. године Амбасада Бугарске у Македонији званично је затражила од политичких партија, невладиних организација и медија да убудуће за овакве врсте изборних превара не користе овај израз.

### Северна Македонија
Наводно је спречена примена методе у Струги током парламентарних избора у Македонији у децембру 2016. године.

### Србија
Бугарски воз је пријављен током парламентарних избора у Србији 2016. године, током парламентарних избора у Србији 2020. године, током председничких и парламентарних избора 2022. године и током парламентарних и локалних избора 2023. године.

### Босна и Херцеговина
Бугарски воз је пријављен у Теслићу током општих избора у Босни и Херцеговини у октобру 2014. године, када је процес гласања прекинут док сумњива особа није уклоњена са бирачког места.

### Мађарска
У Мађарској је пријављена варијација бугарског воза коју је Фидес користио првенствено за куповину гласова од ромске заједнице на изборима 2014. и 2018. године.